# Heinrich Pfeifer
Heinrich Pfeifer (5. září 1862 Zeidler – 3. listopadu 1936 Rumburk) byl rakouský a český nakladatel, tělovýchovný funkcionář a politik německé národnosti, na přelomu 19. a 20. století poslanec Českého zemského sněmu.

## Biografie
Pocházel z vlivné českoněmecké rodiny. Jeho otcem byl nakladatel a vydavatel listu Rumburger Zeitung Heinrich Pfeifer starší (1837–1911). Jeho strýc Franz Pfeifer (1832–1897) působil jako statkář, zemědělský odborník a politik. Další strýc Julius Anton Pfeifer (1834–1906) byl průmyslovým podnikatelem. Bratranec Julius Pfeifer (1864–1934) také podnikal v průmyslu.
Heinrich Pfeifer vystudoval reálné gymnázium v Žitavě a obchodní akademii v Praze. Pak nastoupil do tiskového podniku svého otce. V letech 1900–1934 byl majitelem této firmy. Od otce převzal i vydávání listu Rumburger Zeitung, který patřil mezi nejvlivnější periodika v severních Čechách. Byl aktivní v německé tělovýchově (Turnverein) a v letech 1899–1931 (podle jiného zdroje 1905–1930) byl předsedou severočeské župy Turnvereinu. V roce 1908 zastupoval severočeský Turnverein v celorakouském tělovýchovném svazu. V období let 1919–1931 vedl tiskový orgán německého tělovýchovného svazu. Profiloval se jako odpůrce klerikalismu.
V 90. letech 19. století se zapojil i do zemské politiky. Ve volbách v roce 1895 byl zvolen do Českého zemského sněmu v městské kurii (obvod Rumburk). Uvádí se jako německý liberál (Německá pokroková strana). Podle jiného zdroje byl německým nacionálem (Německá lidová strana).
Zemřel v listopadu 1936 po dlouhé nemoci. Po jeho smrti převzal vedení firmy i listu Rumburger Zeitung syn Heinrich Pfeifer mladší (1888–1938).